# 新構造學
新構造（英語：neotectonics）是構造學的一個分支學科，是指當前或最近的地殼運動和變形（地質和地貌過程）的研究。 新構造之前稱為古構造，兩者之間在地質時間的劃分上仍然有爭論。
最初新構造被定義為“在第三紀和第四紀的構造運動”，但一些作者認為新構造基本上是“現在仍然活動的構造”。目前普遍的共識是每個地質構造運動的時間框架是不一樣的，它必須回溯足夠遠，以充分了解當前的構造活動。